# コモン・インディアン・ドッグ
コモン・インディアン・ドッグ（英: Common Indian Dog）とは、北米大陸原産の狩猟用・トラボイ（Travois）引き用・食用の犬種である。北米大陸が原産地だが、カリブ海諸島でも飼育されていた。別名ラージ・インディアン・ドッグ（英: Large Indian Dog）。

## 歴史
古来、インディアンによって広く飼育されている多目的犬種である。普段は猟犬として主人家族の食料調達に使われたり、トラボイという陸ぞりのようなものを担いで荷物を運搬するのに使われているが、時に贅沢なご馳走として食べられる事もある。特別に肥育された仔犬が主にローストビーフならぬローストドッグとして大人数でふるまわれ、スペインから来た冒険家や探検隊も多くはこのコモン・インディアン・ドッグのローストを食べた事が知られている。ある冒険家の日記によると、ほとんどの犬が作業用として狩猟やトラボイ引きに使われているが、一部の雄犬はご馳走用として去勢されて肥育されていたと記されている。なお、通常はこのように特別なご馳走であったが、凶作などにより食料が不足した際には非常食として広く食用にされた。
かつては一般的な犬種であったが、アメリカ大陸が植民地として支配されて白人からインディアンが迫害されるようになると数が激減し、飢饉や貧困から多くが食用にされるなどして絶滅寸前に追いやられた。近年になってからインディアンの権利が保障されるようになると食べられる犬も少しずつ減っていき、徐々に数を回復しつつある。尚、インディアンの文化を保護し尊重する目的で、現在も一部の本種は調理に用いられている。
また、スー族の「ユイピの儀式」など、犬（スー・ドッグ若しくは本種）を食べることで締めくくる儀式は今も多い。

## 特徴
筋肉質の体つきで、身体能力が高い。マズルと脚は長く、背は平らである。コートは通常スムースコートだが、狼のようなロングコートのものもいる。耳は立ち耳で、尾は垂れ尾でどちらのコートのものも飾り毛がある。毛色はブラック・アンド・イエローでブラックの部分に雲のようなマーキングがあるもの、ブラック、ホワイト、ブラック・アンド・ホワイト、レットブラウンなど。大型犬サイズで、性格は忠実で働く事が好き。